# Gare de La Loupe
La gare de La Loupe est une gare ferroviaire française de la ligne de Paris-Montparnasse à Brest, située sur le territoire de la commune de La Loupe, dans le département d'Eure-et-Loir, en région Centre-Val de Loire.
C'est une gare de la Société nationale des chemins de fer français (SNCF) desservie par les trains des réseaux TER Pays de la Loire et TER Centre-Val de Loire.

## Situation ferroviaire
Gare de bifurcation, elle est située au point kilométrique (PK) 123,571 de la ligne de Paris-Montparnasse à Brest, entre les gares ouvertes de Pontgouin et Bretoncelles et au PK 43,2 de la ligne de Brou à La Loupe aujourd'hui déclassée.
Elle est également à l'origine de la ligne de La Loupe à Prey actuellement non exploitée.
Son altitude est de 209 m.

## Histoire
La gare est mise en service en mai 1857 avec l'ouverture de la voie entre la gare de Chartres et la gare de Rennes.
Elle a été terminus temporaire de la ligne, car située après une longue rampe au départ de Chartres.
La gare a été dotée d'un dépôt de locomotives, avec plaque tournante (son cuvelage est toujours visible) mais sans remise. Jusqu'à quatorze locomotives y ont été rattachées. Le poste électro-mécanique de commande des signaux et aiguilles de la gare provient d'un ancien poste du Mans, divisé en quatre parties. Les autres sont à Nogent-le-Rotrou, à La Ferté-Bernard et au musée du train à Mulhouse (Haut-Rhin).
Il s'agit d'une gare de bifurcation vers Senonches (anciennement, Verneuil) mais cette ligne est actuellement interdite à toute circulation depuis 2007. Anciennement, une autre ligne embranchée allait à Brou, démantelée et déclassée à partir de 1960.
En souvenir de son histoire, cette gare comporte toujours cinq voies à quai, mais seules deux peuvent être utilisées en service courant.

## Fréquentation
De 2015 à 2023, selon les estimations de la SNCF, la fréquentation annuelle de la gare s'élève aux nombres indiqués dans le tableau ci-dessous.
| Année                     | 2015    | 2016    | 2017    | 2018    | 2019    | 2020    | 2021    | 2022    | 2023    |
| ------------------------- | ------- | ------- | ------- | ------- | ------- | ------- | ------- | ------- | ------- |
| Voyageurs                 | 365 054 | 359 163 | 360 154 | 350 924 | 384 503 | 319 998 | 407 134 | 550 406 | 550 963 |
| Voyageurs + non voyageurs | 456 318 | 448 954 | 450 193 | 438 656 | 480 629 | 399 998 | 508 918 | 688 008 | 688 704 |

## Service des voyageurs

### Accueil
Elle est équipée de deux quais centraux et d'un quai latéral qui sont encadrés par cinq voies, ainsi que de voies de service. Le changement de quai se fait par un passage souterrain.

### Desserte
La gare est desservie par les trains du réseau TER Centre-Val de Loire. Chaque jour de semaine, l'offre se décompose comme suit :
- 9 allers entre Paris et Le Mans et 11 retours (trains semi-directs) ;
- 3 allers-retours entre Paris-Montparnasse et Nogent-le-Rotrou (en pointe uniquement, omnibus entre Chartres et Nogent) ;
- 4 allers-retours entre Chartres et Nogent-le-Rotrou (omnibus pour la plupart) ;
- 1 aller-retour entre Chartres et Le Mans (omnibus).

### Intermodalité
La gare est desservie par les lignes 411A, 411B, 412, 413 et 414  du réseau Transbeauce.